# Krummenau, Sankt Gallen
Krummenau är en ort i kommunen Nesslau i kantonen Sankt Gallen, Schweiz. 
Krummenau var tidigare en egen kommun, men den 1 januari 2005 bildades den nya kommunen Nesslau-Krummenau som i sin tur gick upp i den nuvarande kommunen Nesslau den 1 januari 2013.